# Мочварна жаба
Мочварна жаба (лат. Rana arvalis) је витка, црвенкастобраон жаба пореклом из Евроазије. Припада породици жаба у ужем смислу. 
Мочварне жабе типично достижу до 7 cm дужине. Прсти на задњим екстремитетима имају пловне кожице, а ноге су релативно кратке. Мужјаци имају унутрашњу грлену вокалну кесу. Леђа су им сива, светломаслинаста, браон или жута. По телу су густо распоређене тамне пеге у пречнику од 1 до 3 милиметра. Често имају светлу траку на леђима која може да иде све до врха њушке. Стомак им је бео или жут са браон или сивим тачкама на врату и грудима. Током сезоне парења мужјаци добијају светло плаву боју тела. 
Ова врста насељава централну и источну Европу и Сибир све до Бајкала и Кине.